# Chromocyphella bryophyticola
Chromocyphella bryophyticola är en svampart som beskrevs av Balf.-Browne 1968. Chromocyphella bryophyticola ingår i släktet Chromocyphella och familjen Inocybaceae.   Inga underarter finns listade i Catalogue of Life.